# Capitonius amazonicus
Capitonius amazonicus är en stekelart som först beskrevs av John Obadiah Westwood 1882.  Capitonius amazonicus ingår i släktet Capitonius och familjen bracksteklar. Inga underarter finns listade.